# Província de Cebu
Cebu (en cebuà Lalawigan sa Sugbo, en filipí Lalawigan ng Cebu, en anglès Province of Cebu) és una província de les Filipines a la regió VII o de les Visayas Centrals. Ocupa l'illa de Cebu, part de l'illa de Mactan i 166 illes menors properes, de les quals en destaquen Bantayan, Poro, Pacijan i Ponson (aquestes tres últimes pertanyents al grup de les Camotes). Les ciutats de Cebu, Lapu-Lapu i Mandaue en són independents administrativament i no formen part de la província, tot i que sovint hi són incloses amb finalitats estadístiques. La capital de la província de Cebu és la ciutat homònima, ja que és on es troba el govern provincial.
L'àrea metropolitana de Cebu (anomenada Metro Cebu) inclou les ciutats de Danao i Talisay, els municipis de Carcar, Compostela, Consolacion, Cordova, Liloan, Minglanilla, Naga i San Fernando i les tres ciutats independents de Cebu, Lapu-Lapu i Mandaue, que sumen una població superior als 2,3 milions d'habitants. El progrés econòmic de Metro Cebu converteix la província de Cebu en una de les més desenvolupades de les Filipines, gràcies a la capitalitat comercial, universitària i industrial de Cebu dins de la macroregió de les Visayas.

## Divisió administrativa
La província es compon de 47 municipis i tres ciutats (Danao, Talisay i Toledo), alhora subdividits en 1.066 barangays.

### Municipis
| - Alcantara - Alcoy - Alegria - Aloguinsan - Argao - Asturias - Badian - Balamban - Bantayan - Barili - Bogo - Boljoon | - Borbon - Carcar - Carmen - Catmon - Compostela - Consolacion - Cordoba - Daanbantayan - Dalaguete - Dumanjug - Ginatilan - Liloan | - Madridejos - Malabuyoc - Medellin - Minglanilla - Moalboal - Naga - Oslob - Pilar - Pinamungahan - Poro - Ronda - Samboan | - San Fernando - San Francisco - San Remigio - Santa Fe - Santander - Sibonga - Sogod - Tabogon - Tabuelan - Tuburan - Tudela |